# Коларичка река
Коларичка река је лоцирана на десној обали Дрине у области средњег Подриња у насељу Црнча (општина Љубовија). Ова река представља сабирник великог броја шумских потока, који се појављују током кишних периода с пролећа и јесени. Карактеристична је по томе што се непосредно у њеном сливу налази акумулационо језеро рудника "Велики Мајдан", као и њихово јаловишно језеро. Површина слива Коларичке реке износи 5,43 km², дужина тока је 5,52 km, док пошумљеност слива износи 57%.  Коларичка река извире испод планине Јагодња, а највећим делом тока пролази кроз засеок Коларица, који је део насеља Црнча. Спајањем Коларичке и Селаначке реке, настаје Крупинска река, која се након 500 метара од њиховог ушћа улива у Дрину.